# U-1199
Unterseeboot 1199 foi um submarino alemão do Tipo VIIC, pertencente a Kriegsmarine que atuou durante a Segunda Guerra Mundial.

## Comandantes
| Comandante           | Data                                           |
| -------------------- | ---------------------------------------------- |
| Kptlt. Rolf Nollmann | 23 de dezembro de 1943 - 21 de janeiro de 1945 |

## Subordinação
Durante o seu tempo de serviço, esteve subordinado às seguintes flotilhas:
| Período                                        | Flotilha                                   |
| ---------------------------------------------- | ------------------------------------------ |
| 23 de dezembro de 1943 - 31 de julho de 1944   | 8. Unterseebootsflottille (treinamento)    |
| 1 de agosto de 1944 - 9 de novembro de 1944    | 1. Unterseebootsflottille (serviço ativo)  |
| 10 de novembro de 1944 - 21 de janeiro de 1945 | 11. Unterseebootsflottille (serviço ativo) |